# ألكسندرا باتسكيفيتش
الكسندرا فياتشيسلافوفنا باتسكيفيتش (الروسية: Александра Вячеславовна Пацкевич ؛ من مواليد 4 نوفمبر 1988) هي منافسة روسية في السباحة المتزامنة هي بطلة أولمبية ثلاث مرات ، وبطل عالمي 13 مرة وأربع مرات في أوروبا.
تعمل باتسكيفيتش في الإدارة الرئاسية لروسيا. وهي متزوجة من السباح الأولمبي غريغوري فالكو ولديهما ابن سيميون (مواليد 2019). 